# Sugarloaf
Sugarloaf was een Amerikaanse rockband uit Denver (Colorado), die in 1968 ontstond onder de naam Chocolate Hair. Toen ze hun eerste platencontract kregen, hernoemden ze hun naam naar de berg Sugarloaf Mountain bij Boulder in Colorado. De band scoorde twee Top 10-hits, met de singles Green-Eyed Lady en Don't Call Us, We'll Call You.

## Bezetting
- Jerry Corbetta (keyboard, zang, celesta, buisklokken)
- Bob Webber (gitaar, dobro, zang)
- Bob Raymond (basgitaar, zang)
- Bob Mac Vittie (drums)
- Robert Yeazel (gitaar, zang, mondharmonica)

## Geschiedenis

### Moonrakers en Chocolate Hair
Zanger en toetsenist Jerry Corbetta speelde samen met gitarist Bob Webber in de uit Denver afkomstige band The Moonrakers, die eerder vier singles had uitgebracht bij Tower Records. Drie van de nummers werden in 2005 verzameld op het Colorado-garagerock-compilatiealbum Highs in the Mid-Sixties, Volume 18 en een ander werd eerder uitgebracht op de lp Pebbles Volume 10. The Moonrakers waren geëvolueerd van de band The Classics uit het begin van de jaren 1960 (voorheen The Surfin' Classics, totdat ze hun focus op surfmuziek hadden laten vallen). Verschillende leden van alle drie de incarnaties zouden later op Sugarloaf-nummers verschijnen.
In het najaar van 1968 formeerden Corbetta en Webber de band Chocolate Hair, samen met drummer Myron Pollock, die eerder met Corbetta had gespeeld, plus Webbers vriend bassist Bob Raymond. Corbetta begon op 4-jarige leeftijd oorspronkelijk als drummer, voordat hij op 7-jarige leeftijd overstapte naar keyboards. Tijdens zijn periode in The Moonrakers was hij weer begonnen met drummen, maar een van zijn belangrijkste redenen om te vertrekken om de nieuwe band te formeren, was zijn verlangen om terug te keren naar het spelen van keyboards.

### Naamsverandering en de Liberty Records-jaren
Corbetta en Webber hadden op dat moment een contract bij Frank Slay en begonnen in 1969 met het opnemen van demo's. Slay kreeg voor Chocolate Hair een contract bij Liberty Records nadat Liberty de demo's die de band aan hen presenteerde goed vond. Slay liet ze vervolgens de demo's op het album zetten omdat ze zo goed klonken.
In september 1969 besloot Myron Pollock de band te verlaten en de voormalige drummer van The Moonrakers en The Surfin' Classics, Bob MacVittie, werd aangetrokken. Zanger Veeder Van Dorn van The Moonrakers werd ook binnengehaald om op de plaat te zingen en maakte zijn meest opvallende optredens op de nummers Things Gonna Change Some en West of Tomorrow, hoewel hij uiteindelijk geen permanent lid werd. Green-Eyed Lady, opgenomen in de Original Sound Studios in Hollywood, met MacVittie op drums, was een last-minute toevoeging aan het album, dat in de zeer late lente van 1970 werd uitgebracht. Vlak voor het uitbrengen van het album suggereerde de juridische afdeling van Liberty echter dat de naam Chocolate Hair racistisch zou kunnen zijn. De bandleden stemden ermee in hun naam te veranderen in Sugarloaf, de naam van een berg buiten Boulder.
Green-Eyed Lady is geschreven door Corbetta samen met de Sweet Pain-medewerkers J.C. Phillips en David Riordan. De single bereikte een piek op nummer 3 in de Billboard-hitlijst in oktober 1970, terwijl hun gelijknamige debuutalbum zich plaatste op nummer 24.
Vlak na het uitbrengen van het eerste album voegde de band zanger/gitarist/componist Bob Yeazel toe. Yeazel speelde eerder in de psychband Beast met Kenny Passarelli uit Denver. De band nam twee albums op met de beroemde Buddy Holly-producent Norman Petty. Yeazel was ook lid van Superband met Jimmy Greenspoon, die later naar Three Dog Night zou gaan. Yeazel zou een grote rol spelen op het tweede album Spaceship Earth (januari 1971) van Sugarloaf, dat er alleen in zou slagen om zich op nummer 111 te plaatsen, terwijl de twee singles Tongue-In-Cheek en Mother Nature's Wine een hoogtepunt zouden bereiken op respectievelijk nummer 55 en nummer 88. De eerstgenoemde was de laatste single ooit uitgegeven door Liberty zelf.
In 1970 en 1971 had Sugarloaf een zwaar tourneeschema met optredens met The Who, Deep Purple, Eric Burdon & War en andere populaire acts uit die tijd. Op 16 maart 1971 traden ze op tijdens een afterparty voor de 13e jaarlijkse Grammy Awards met Aretha Franklin, Three Dog Night en anderen.
De band werd een sextet toen ze op 16 mei 1971 de voormalige bassist Bobby Pickett (niet de Monster Mash-artiest) van Maul & the Kutups verwelkomden en zes dagen later verschenen ze in American Bandstand om Green Eyed Lady en Mother Nature's Wine te vertolken.
In 1972 speelde Sugarloaf op de single I.O.I.O., een cover van een Bee Gees-nummer opgenomen door tv-acteur Butch Patrick en geproduceerd door Frank Slay.
Bob Yeazel en Bobby Pickett verlieten Sugarloaf ergens halverwege 1972. Pickett trad later op met Etta James, Gregg Allman, de rockgroep Detective en Cafe R&B. Yeazel bleef een tijdje spelen in verschillende bands en nam toen een achtjarige pauze voordat hij opnieuw begon te toeren, liedjes te schrijven en demo's op te nemen.
Na een ruzie met Corbetta, verlieten Bob Webber, Bob Raymond en Bob MacVittie eind 1972 de band, waardoor Corbetta de rechten op de naam Sugarloaf kreeg.

### Voortzetting en nog een hit
Uiteindelijk besloot Liberty al hun artiesten te laten vallen en Sugarloaf verkeerde in 1973 in het ongewisse toen Jerry Corbetta tekende bij Brut Records van Neil Bogart, dat Bogart had gecreëerd en gedistribueerd via Buddah Records, voor het bedrijf Brut Fabergé.
Het volgende album I Got a Song, dat eind 1973 werd uitgebracht, was begonnen als een soloalbum van Corbetta, maar werd uiteindelijk het derde album van Sugarloaf toen Webber en Raymond zich weer bij Corbetta voegden, samen met drummer Larry Ferris, om op het album te spelen en opnieuw begonnen met het maken van liveoptredens. Deze iteratie van Sugarloaf speelde in The Midnight Special die werd uitgezonden op 19 april 1974.
Maar nadat Brut opgeheven was, werd de toekomst van de band opnieuw in twijfel getrokken toen Corbetta en Frank Slay het album terugkochten van Bogart en in 1974 naar de opnamestudio van een vriend in Denver gingen om het nummer Don't Call Us, We'll Call You op te nemen met de sessiemuzikanten Paul Humphries (drums), Max Bennett (bas), Ray Payne (gitaar) en de band The Flying Saucers (Jason Hickman, Mikkel Saks en David Queen) op samenzang. Dit nummer viel op omdat het een praktische grap bevatte ten koste van CBS Records, dat hen net had afgewezen voor een platencontract. Het nummer bevat het geluid van een toetstoon-telefoonnummer dat wordt gebeld in de buurt van het begin en het einde van het nummer. Die nummers waren een geheim telefoonnummer bij CBS Records in Manhattan ('netnummer 212' vermeld in het nummer) - toevallig ook een openbaar nummer in het Witte Huis (ander netnummer). Daarnaast bevat de opname fragmenten van de gitaarriff van I Feel Fine van The Beatles, Superstition van Stevie Wonder en een dialoog van diskjockey Ken Griffin die Wolfman Jack imiteert (die het nummer later live zou uitvoeren met de band op hun Midnight Special-optreden) met vermelding van de roepnaam van het radiostation Stereo 92. Talrijke sporen van deze lijn werden gesneden om de lokale markten aan te passen. Don't Call Us...", geschreven door Corbetta samen met John Carter, werd uitgebracht in november 1974 bij Claridge Records van Frank Slay en nadat het van start ging en piekte op nummer 9 in april 1975, werd het album I Got a Song snel opnieuw uitgebracht onder de nieuwe titel Don't Call Us, We'll Call You met de hitsingle toegevoegd in plaats van het andere nummer Easy Evil. Maar het album bleef hangen op nummer 152 in de Billboard 200.
Ook in 1974 speelde Corbetta met de groep Disco Tex & the Sex-O-Lettes op hun hit Get Dancin', die werd geproduceerd door Bob Crewe, de nieuwe partner van Corbetta, en droeg bij aan andere projecten, waaronder de band Chinook. Hij speelde ook bij de band Wild Cherry, die met Play That Funky Music een nummer 1-hit hadden
De single Stars in My Eyes, die niet op de lp staat, piekte in juni 1975 op nummer 87 en Sugarloaf herschikte zich met Corbetta, Webber, Raymond en de oorspronkelijke Chocolate Hair/eerste album-drummer Myron Pollock en toerde opnieuw in 1975 achter het succes van Don't Call Us.... Een liveopname van de band werd gemaakt in Ebbets Field (een kleine club, niet het voormalige Brooklyn Ball Park) in Denver in juli 1975, die uiteindelijk in 2006 werd uitgebracht als de cd Alive in America.
Het titelnummer I Got a Song van hun album uit 1973 werd in oktober 1975 als single uitgebracht, maar plaatste zich slechts in de Billboard Hot 100 op nummer 110. De solosingle You Set My Dreams to Music van Corbetta, opgenomen rond deze tijd, belandde in de film The Legend of Frank Woods uit 1977 en Sugarloafs laatste single Satisfaction Guaranteed werd uitgebracht in 1976, maar slaagde er niet in om zich te plaatsen in de hitlijst. Alle singles van Don't Call Us... verschenen bij Claridge Records.

### Ontbinding en latere jaren
Tegen het einde van 1975 waren Webber en Raymond uit de band verdwenen en Corbetta bleef toeren als Jerry Corbetta & Sugarloaf met drummer Myron Pollock, met Ray Payne op gitaar en Rusty Buchanan (later met Player) op bas tot 1978, toen hij besloot om de naam Sugarloaf ter ruste te leggen en een solocarrière na te streven. Zijn eerste en enige soloalbum Jerry Corbetta werd datzelfde jaar uitgebracht bij Warner Bros. Hij was ook lid van Frankie Valli & The Four Seasons van 1980 tot 1984.
Op 12 juni 1985 was er een eenmalige Sugarloaf-reünie op het Colorado Cream Festival met Corbetta, Myron Pollock, Bob Yeazel en de nieuwe spelers Larry Wilkins (gitaar) en Bryan Grassmeyer (bas).
Van 1989 tot 1991 probeerden Corbetta en Wilkins Sugarloaf weer op de rails te krijgen met de hulp van Bob Crewe, echter zonder succes.
In 1991 maakte Corbetta deel uit van de rondreizende rock & roll-nostalgieshow 30 Years of Rock and Roll. Dit leidde ertoe dat hij later dat jaar samenwerkte met twee andere rockveteranen, gitarist/zanger Mike Pinera (ex-Blues Image en Iron Butterfly) en bassist Dennis Noda (ex-Cannibal & the Headhunters), The Sugarloaf/Iron Butterfly/Cannibal & the Headhunters Revue, die in 1992 zijn naam veranderde in The Classic Rock All-Stars en waaraan voormalig Rare Earth-zanger/drummer Peter Rivera en verschillende anderen, zoals Micky Dolenz en Spencer Davis meewerkten.
Volgens Corbetta deed The Classic Rock All-Stars een paar keer in de jaren 1990 en in 2005 een paar shows als Sugarloaf met een andere drummer in plaats van Rivera.
Op 19 januari 2008 presenteerde The Brewery Arts Centre in Carson City de Brewery's Legends of Rock-show, met Corbetta en Noda, plus Omar Martinez (ex-Paul Revere & the Raiders) en de lokale gitarist Michael Furlong.
Corbetta moest in 2010 stoppen met optreden nadat hij de ziekte van Pick had opgelopen, een progressief neurologisch probleem vergelijkbaar met de ziekte van Alzheimer.
Op 8 september 2012 werden Jerry, Bob Webber, Bob Raymond, Bob MacVittie, Bob Yeazel, Bobby Pickett en Myron Pollock herenigd om te spelen als Sugarloaf in het Boulder Theatre voor hun introductie in de Colorado Music Hall of Fame.
Op 9 september 2012 had Bob Webber een Hall of Fame-afterparty bij een golfclub in Denver, waar hij, Corbetta, Raymond en Pollock samenkwamen om nog een laatste keer als Sugarloaf te spelen.
Voormalig Sugarloaf-gitarist Bob Webber werd lucht- en ruimtevaartingenieur en drummer Bob MacVittie verhuisde naar Arkansas en ging verder als restaurantmanager.

### Overlijdens
Bassist Bob Raymond (geboren Robert William Raymond op 4 maart 1946) overleed op 11 februari 2016 op 69-jarige leeftijd aan longkanker in Centennial, Colorado.
Gitarist Bob Yeazel (geboren Robert Devon Lee Yeazel op 1 november 1946 in Denver, Colorado) overleed in Stuart, Florida op 9 juni 2016 op 69-jarige leeftijd.
Na een zeven jaar durende strijd met de ziekte van Pick, overleed Corbetta in Denver op 16 september 2016 op 68-jarige leeftijd.

## Discografie

### Singles
Liberty Records
- 1970: Green-Eyed Lady
- 1971: Tougue in cheek /Woman

United Artists Records
- 1971: Mother Natures Wine/ Chest Fever

Brut
- 1973: Round and Round / Colorado Jones

Claridge Records
- 1975: Don't Call Us, We'll Call You / Texas Two Lane
- 1975: Stars in my eyes

### Albums
- 1970: Sugarloaf
- 1971: Spaceship Earth
- 1973: I Got A Song
- 1975: Don't Call Us, We'll Call You

### NPO Radio 2 Top 2000
| Nummer met noteringen in de NPO Radio 2 Top 2000 | '00  | '01  | '02  |
| ------------------------------------------------ | ---- | ---- | ---- |
| Don't Call Us, We'll Call You                    | 1316 | 1276 | 1534 |

1. ↑  Een vetgedrukt getal geeft de hoogste notering aan.
2. ↑  2000 was het eerste jaar met een notering voor dit nummer.
3. ↑  Deze tabel is bijgewerkt tot en met de laatste editie (2024).